# Adam Moseley
Adam Moseley (* 1957) je britský hudební producent a zvukový inženýr. Svou kariéru zahájil koncem sedmdesátých let jako asistent ve studiu Trident Studios v Londýně. Roku 1981 se přestěhoval do New Yorku, kde pracoval ve studiích Sorcerer Sound a Park South Studios; později se přestěhoval zpět do Londýna a od roku 1996 žil v Los Angeles. Je majitelem hudebního vydavatelství Accidental Muzik. Dlouhodobě spolupracuje s velšským hudebníkem a skladatelem Johnem Calem, a to jak na jeho albech, tak například na hudbě k filmu Paul Sanchez est revenu! (2018)

## Diskografie
| Rok vydání | Název alba                       | Interpret                 | Příspěvek                                  |
| ---------- | -------------------------------- | ------------------------- | ------------------------------------------ |
| 1978       | Masques                          | Brand X                   | asistent zvukového inženýra                |
| 1979       | Highway                          | Sean Delaney              | asistent zvukového inženýra                |
| 1979       | Explosion                        | James Wells               | asistent zvukového inženýra                |
| 1979       | Look Out                         | Bad News Travels Fast     | asistent zvukového inženýra                |
| 1979       | Eastbound Expressway             | Eastbound Expressway      | asistent zvukového inženýra                |
| 1979       | Liars Beware                     | Karen Cheryl              | asistent zvukového inženýra                |
| 1979       | You Must Be Love                 | Love & Kisses             | asistent zvukového inženýra                |
| 1979       | Love Explosion                   | Tina Turner               | asistent zvukového inženýra                |
| 1979       | Have a Little Faith in Me        | Evelyn Thomas             | asistent zvukového inženýra                |
| 1979       | Keep It on Ice                   | Croisette                 | asistent zvukového inženýra                |
| 1980       | Permanent Waves                  | Rush                      | asistent zvukového inženýra                |
| 1980       | Fantasm                          | Fantasm                   | asistent zvukového inženýra                |
| 1980       | Espresso Bongo                   | Mental as Anything        | zvukový inženýr                            |
| 1981       | The Nature of the Beast          | April Wine                | zvukový inženýr                            |
| 1982       | Live in Japan                    | Fred Frith                | sestavování                                |
| 1982       | Kokomo                           | Kokomo                    | zvukový inženýr                            |
| 1983       | Novels for the Moons             | Axxess                    | zvukový inženýr, mastering                 |
| 1984       | Beat Boy                         | Visage                    | mixing                                     |
| 1984       | Olympia                          | Hong Kong Syndikat        | zvukový inženýr                            |
| 1984       | High Energy                      | Evelyn Thomas             | zvukový inženýr                            |
| 1985       | Out of the Darkest Night         | Barbara Pennington        | remix                                      |
| 1985       | World Service                    | Spear of Destiny          | zvukový inženýr, mixing                    |
| 1985       | Organised Crime                  | Partners in Crime         | zvukový inženýr                            |
| 1986       | Twelfth Night                    | Twelfth Night             | zvukový inženýr                            |
| 1986       | Animal Magic                     | The Blow Monkeys          | produkce                                   |
| 1986       | Standing at the Crossroads       | Evelyn Thomas             | zvukový inženýr, remix                     |
| 1988       | Look Sharp!                      | Roxette                   | produkce, zvukový inženýr                  |
| 1988       | Badman                           | Richard Jobson            | produkce, remix                            |
| 1988       | Maxi Priest                      | Maxi Priest               | remix                                      |
| 1988       | The Love I Lost                  | Seventh Avenue            | zvukový inženýr                            |
| 1988       | Pop Art                          | Transvision Vamp          | zvukový inženýr                            |
| 1989       | Satisfied                        | Richard Marx              | produkce, remix                            |
| 1989       | Trust                            | Brother Beyond            | produkce, zvukový inženýr, mixing          |
| 1989       | Dig?                             | Bill Bruford's Earthworks | produkce, zvukový inženýr, mixing          |
| 1991       | 'Blessing in Disguise            | Cleveland Watkiss         | produkce, zvukový inženýr, mixing, perkuse |
| 1991       | We Are All So Very Happy         | Father Father             | mixing                                     |
| 1992       | So Many Men So Little Time       | Miquel Brown              | remix                                      |
| 1994       | The Plot Thickens                | Galliano                  | produkce                                   |
| 1995       | Love & Respect                   | Marla Glen                | produkce, mixing                           |
| 1995       | D'origine                        | Princess Erika            | produkce, mixing                           |
| 1996       | Kidnap Me                        | Loretta Stokes            | zvukový inženýr                            |
| 1997       | Luminous                         | Misty Oldland             | programování                               |
| 2005       | Can'tneverdidnothin'             | Nikka Costa               | zvukový inženýr, mixing                    |
| 2005       | Armed to the Teeth               | Abandoned Pools           | zvukový inženýr                            |
| 2006       | Themes for the Ordinary Strange… | Airpushers                | zvukový inženýr                            |
| 2007       | Circus Live                      | John Cale                 | zvukový inženýr                            |
| 2008       | Devil's Tavern                   | The Blow Monkeys          | produkce, mixing                           |
| 2009       | Gemini                           | Claudio Valenzuela        |                                            |
| 2009       | Cosmic Egg                       | Wolfmother                | zvukový inženýr                            |
| 2012       | Shifty Adventures in Nookie Wood | John Cale                 | mixing, programování                       |
| 2015       | Bird                             | Lisbeth Scott             | mixing                                     |
| 2016       | M:FANS                           | John Cale                 | mixing, nahrávání                          |
| 2020       | La Dolce Vita                    | Zopa                      | mixing, mastering                          |